# تقييم الأثر الاجتماعي

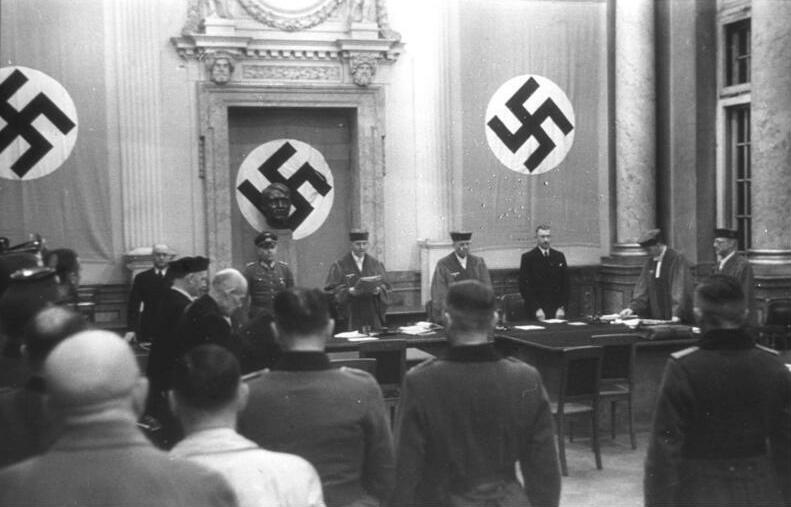

تقييم الأثر الاجتماعي (بالإنجليزية: Social impact assessment)‏ وتُعرف اختصاراً بـ SIA، هي منهجية تهدف إلى التنبؤ وقياس الآثار المترتبة عن السياسات العمومية أو الخاصة، أو برنامج أو مشروع على السكان في المناطق المحيطة (التنظيم الاجتماعي، ونمط الحياة، والعلاقات المجتمعية، المؤسسة الاقتصادية، والصحة، والثقافة، والمعتقدات، وما إلى ذلك)، وتهدف لاستعراض الآثار الاجتماعية لمشاريع البنية التحتية والتدخلات الإنمائية الأخرى.

## الأصل والتعريف
تستمد أصول التقييم الأثر الاجتماعي من نموذج تقييم الأثر البيئي الذي ظهر لأول مرة في السبعينيات من القرن 20 في الولايات المتحدة، كوسيلة لتقييم آثار بعض المشاريع الإنمائية على المجتمع مثل الطرق، والمرافق الصناعية، والمناجم، والسدود، والموانئ، والمطارات، ومشاريع البنية التحتية الأخرى. وفي الولايات المتحدة بموجب قانون السياسة البيئية الوطنية، تكون تقييمات الأثر الاجتماعي مفوضة من الناحية الاتحادية وتنفذ بالاقتران مع تقييمات الأثر البيئي. وقد أدرجت وكالة المخابرات المركزية في عمليات التخطيط والموافقة الرسمية في عدة بلدان، من أجل تصنيف وتقييم كيفية تأثير التطورات الرئيسية على السكان والمجموعات والمستوطنات. وعلى الرغم من أن تقييم الأثر الاجتماعي اعتبر منذ فترة طويلة مرهوناً بتقييم الأثر البيئي، فإن النماذج الجديدة، مثل تقييم الأثر الاجتماعي البيئي، تتخذ نهجاً أكثر تكاملاً حيث يعطى وزن متساوٍ لكل من تقييمات الأثر الاجتماعي والبيئي.